# Ingrid Colicis
Ingrid Colicis (Gosselies, 28 december 1972) is een voormalig Belgisch lid van het Waals Parlement.

## Levensloop
Colicis behaalde een licentiaat vertaler Engels-Nederlands aan de École des Interprètes in Bergen en een licentiaat in de sociale en de economische wetenschappen aan de Université de Mons-Hainaut. Ze begon haar carrière als attaché verbonden aan Centre Régional d'Aides aux Communes, de Waalse overheidsdienst die bijstand verleent aan gemeenten. Vervolgens was ze van 2001 tot 2004 medewerker op het kabinet van Waals minister-president Jean-Claude Van Cauwenberghe, verbonden aan de cel Lokale Besturen.
In 2000 werd ze voor de socialistische PS verkozen tot gemeenteraadslid van Les Bons Villers. Ze werd er onmiddellijk schepen van Financiën,  een functie die ze bekleedde tot in 2005. Dat jaar verliet ze de gemeentepolitiek van Les Bons Villers om naar Charleroi te verhuizen. Ze werd er in oktober 2005 ondervoorzitter van de sociale huisvestingsmaatschappij La Carolorégienne, waar ze na verschillende corruptieschandalen mee orde op zaken moest stellen. In 2006 werd Colicis verkozen in de gemeenteraad van Charleroi. Ze greep er naast een schepenambt, maar werd in plaats daarvan aangesteld tot voorzitter van La Carolorégienne. Na de installatie van de nieuwe raad van beheer van de sociale huisvestingsmaatschappij in maart 2007 werd ze echter opzijgeschoven. Enkele maanden later, in juni 2007, werd ze als gevolg van de herschikking van het gemeentebestuur alsnog schepen, bevoegd voor feestelijkheden, toerisme en sport. 
In 2004 werd Colicis eveneens voor het arrondissement Charleroi verkozen in het Waals Parlement en het Parlement van de Franse Gemeenschap. Als parlementslid wijdde ze zich vooral aan armoedebestrijding. Bij de Waalse verkiezingen van 2009 kreeg Colicis de plek van eerste opvolger toegewezen en had ze door het verzaken van enkele effectieve verkozenen van de partij het recht om opnieuw terug te keren als parlementslid, maar ze weigerde om zich volledig te wijden aan haar schepenambt in Charleroi. Bij de gemeenteraadsverkiezingen van 2012 besloot Colicis zich niet meer verkiesbaar te stellen en verliet ze de lokale politiek.
Na haar afscheid van de lokale politiek was ze van 2012 tot 2017 kabinetsmedewerker van de Waalse ministers Paul Furlan en Pierre-Yves Dermagne, waar ze voornamelijk bekommerde om huisvesting. Daarna ging ze als beheerder en projectverantwoordelijke aan de slag bij het AVIQ, het Waals agentschap voor gezondheid, sociale bescherming, gehandicaptenbeleid en gezin. 
In maart 2019 sloot Colicis zich aan bij de links-liberale partij DéFI. Ze was voor deze partij kandidaat bij de Waalse verkiezingen van mei 2019, maar werd niet verkozen. Sinds januari 2020 is ze voorzitter van de DéFI-afdeling van Charleroi.